# Dardo Scavino
Dardo Scavino (Buenos Aires, 1964) es un filósofo, ensayista y crítico literario franco-argentino. 

## Pensamiento
Los lectores argentinos conocieron a Dardo Scavino por sus columnas sobre filosofía y ciencias sociales en el suplemento "Cultura y nación" del diario Clarín entre 1992 y 2000. Los lectores de habla hispana lo descubrieron gracias a un ensayo de divulgación filosófica de 1999: La filosofía actual. Pensar sin certezas. Paidós lo publicó por primera vez en la colección Postales y lo reeditó varias veces en Espacios del Saber. En 2015, Noeses lo tradujo al portugués en una edición de lujo. El libro aborda el giro lingüístico de la filosofía de finales del siglo XX. 
Scavino retomó esas mismas cuestiones en dos ensayos: Saer y los nombres (2004) y El señor, el amante y el poeta. Notas sobre la perennidad de la metafísica (2009). En este trabajo plantea que la postmetafísica de la que habla Jürgen Habermas es una variante de la metafísica.
Siguiendo una idea típica del giro lingüístico, el autor explica que la política está organizada como un relato con una gramática propia. Narraciones de la independencia. Arqueología de un fervor contradictorio (2010) es un ensayo sobre los dos relatos políticos divergentes que atravesaron las revoluciones de emancipación de Hispanoamérica. En uno, los criollos se presentaban como descendientes de los conquistadores españoles a quienes las autoridades peninsulares habían arrebatado los privilegios previstos por las capitulaciones. Las revoluciones de independencia aparecen entonces como una restitución de las prerrogativas perdidas. En el segundo relato, los criollos ya no se presentaban como descendientes de los conquistadores sino como hermanos de los conquistados. Las revoluciones de independencia aparecen ahí como la restitución de los territorios americanos a los pueblos originarios. Al primer relato Scavino lo llama “novela familiar del criollo”. Al segundo, “epopeya popular americana”. Y muestra cómo ambos habían aparecido en la época de la colonia y siguen vivos hasta hoy.
Rebeldes y confabulados (2012) estudia los relatos políticos en la Argentina del siglo XX desde Hipólito Yrigoyen hasta Carlos Menem. Según Scavino, estas fábulas obedecen a una sola y misma gramática. La primera regla establece un antagonismo entre “nosotros” y “ellos”, entre amigos y enemigos. La segunda estipula que “ellos”, los enemigos, son siempre el orden establecido y “nosotros” los amigos rebeldes. Cada relato decide entonces quiénes ocupan el lugar del orden establecido (el poder) y quiénes ocupan el lugar de los rebeldes (el pueblo). Y el desenlace de la historia es la liberación del pueblo de sus opresores. Entre la derecha y la izquierda no habría una diferencia de gramática sino de relato. La derecha también preconiza una rebelión contra el orden establecido. Solo que el poder y el pueblo no son los mismos. 
Así, en un artículo de 2017, secuela de Rebeldes y confabulados, el autor muestra cómo, a partir del menemismo, circula por Argentina un relato contra la "casta política" que podemos encontrar incluso en muchas canciones de protesta y que inspiró el "que se vayan todos" de 2001 . Scavino empezaba ya Rebeldes y confabulados mostrando cómo algunos intelectuales de izquierda se inspiraron en pensadores católicos ultraconservadores para denostar a los conformistas y ensalzar a los rebeldes.
Las fuentes de la juventud (2015) es un ensayo sobre el concepto de minoría y el surgimiento de las vanguardias. Scavino demuestra que la modernidad las inventa gracias a una transfiguración de las ideas de emancipación y conversión. Para los griegos y los romanos la juventud era la edad en que los varones se independizaban de la tutela paterna, dejaban de ser menores y se convertían en mayores. Los menores no podían gobernarse a sí mismos. Por eso, debían vivir bajo la tutela de un mayor. A comienzos del siglo XVI Francisco de Vitoria se inspiró en esta institución del derecho privado para inventar el nuevo derecho colonial. Vitoria pensaba que los indios eran como niños menores de edad que precisaban vivir bajo la tutela de los europeos hasta alcanzar la mayoría de edad o hasta poder “emanciparse”. Scavino sostiene que este desplazamiento del derecho privado al derecho internacional caracteriza al colonialismo moderno. Es el comienzo de la modernidad. A partir del siglo XVIII, la historia de un pueblo va a percibirse como la maduración de un individuo, el “progreso” desde la infancia a la edad adulta o desde la minoría a la mayoría de edad. Con Jean-Jacques Rousseau, la democracia empieza a entenderse como la llegada a la madurez de un pueblo, cuando se gobierna a sí mismo. Para Immanuel Kant, la Ilustración es la llegada del hombre a la mayoría de edad. A este desplazamiento jurídico se remontaría el origen de la colonialidad del poder tal como la interpreta el autor.
En El sueño de los mártires (2018), el ensayo que ganó el Premio Anagrama y el Premi Ciutat de Barcelona, Scavino retoma y profundiza su teoría del relato político para estudiar el yihadismo actual, pero también el mesianismo nacional norteamericano.
Máquinas filosóficas (2022) es un ensayo sobre la sustitución de los trabajadores por máquinas automáticas. El autor recuerda que Aristóteles había previsto esta situación y también algunos filósofos como René Descartes, Karl Marx o Bertrand Russell. Este reemplazo terminará con el "empleo" de unos humanos por otros, condición para la aparición de una sociedad de humanos libres y iguales. Pero otros filósofos observaron que si las máquinas podían sustituirnos, se debía a que nos parecíamos a esos dispositivos automáticos. Nuestros comportamientos y pensamientos podían verse "programados".
Este último libro prosigue una reflexión acerca de la noción de ocio que Scavino había iniciado años atrás.

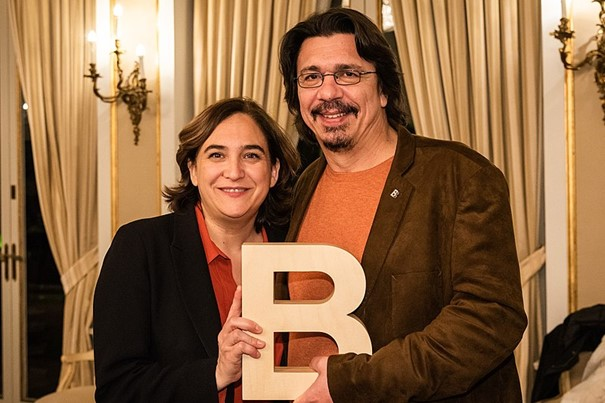

## Distinciones
- La Revista Ñ eligió su libro Rebeldes y confabulados entre los mejores cuatro ensayos publicados en Argentina en el año 2012.[5]

- Premio Konex 2014 "ensayo filosófico".[6]

- Premio Anagrama de Ensayo 2018.[7]

- Premi Ciutat de Barcelona 2018.[8]

- Jurado Premios Konex 2024.[9]

## Hechos notables
El 14 de octubre de 2022, su libro Máquinas filosóficas se volvió noticia en toda España después de que varios periódicos mostraran una fotografía de la ministra de Trabajo, Yolanda Díaz, en la que le enseñaba al Presidente del Gobierno, Pedro Sánchez, un ejemplar de esa obra durante una sesión del Congreso de los Diputados.
Entre 2010 y 2020, Dardo Scavino escribió en la revista virtual Escritores del mundo treinta y nueve artículos dedicados a diferentes "palabras" del español.

## Ficciones
Dardo Scavino aparece como personaje en la novela Enterrados de Miguel Vitagliano (Buenos Aires, Edhasa, 2018).

## Obras
- Nomadología. Una lectura de Deleuze, Buenos Aires, Ediciones del Fresno, 1991.
- Barcos sobre la pampa. Las formas de la guerra en Sarmiento, Buenos Aires, El Cielo por Asalto, col. “La cultura argentina”, 1993.
- Le pari amoureux (en collaboration avec Miguel Benasayag), París, La Découverte, 1995.
- Pour une nouvelle radicalité (en collaboration avec Miguel Benasayag), París, La Découverte, 1997 (traducción italiana: Per una nuova radicalità. La potenza del Movimento e il potere della politica, Milano, Il Saggiatore, 2004).
- Recherches autour de la littérature policière en Argentine, Lille, Septentrion, 1999.
- La era de la desolación. Etica y moral en la Argentina de fin de siglo, Buenos Aires, Manantial, 1999.
- La filosofía actual. Pensar sin certezas, Buenos Aires, Paidós, 1999 (traducción al portugués: A filosofía atual: pensar sem certezas, São Paulo, Noeses, 2014).
- Saer y los nombres, Buenos Aires, El Cielo por Asalto, col. “La cultura argentina”, 2004.
- El señor, el amante y el poeta. Notas sobre la perennidad de la metafísica, Buenos Aires, Eterna Cadencia, 2009.
- Narraciones de la independencia. Arqueología de un fervor contradictorio, Buenos Aires, Eterna Cadencia, 2010.
- Rebeldes y confabulados. Narraciones de la política argentina, Buenos Aires, Eterna Cadencia, 2012.
- Argirópolis de Domingo Faustino Sarmiento con un estudio preliminar de Dardo Scavino, Villa María, Eduvim, 2012
- Las fuentes de la juventud. Genealogía de una devoción moderna, Buenos Aires, Eterna Cadencia, 2015.
- El sueño de los mártires. Meditaciones sobre una guerra actual, Barcelona, Anagrama, 2018.
- Variations sur le secret dans le monde hispanophone (Dardo Scavino y Marc Zuili editores), París, Honoré Champion, 2019.
- Máquinas filosóficas. Problemas de cibernética y desempleo, Barcelona, Anagrama, 2022.

## Selección de artículos accesibles en línea
- “El autor y su musa” (sobre las paradojas del nacionalismo en "El Sur" de Jorge Luis Borges). Cuadernos LIRICO, 2006, 1, pp.13-31.[14]

- "Prólogo" a La fidelidad del olvido de Blas de Santos, Buenos Aires, El Cielo por Asalto, 2006. [15]

- "Borges y Bloy". Variaciones Borges: revista del Centro de Estudios y Documentación Jorge Luis Borges, 2013, p.36.[16]

- “La Camila de Camilo Henríquez o el dilema corneliano de la minoría criolla”. Cuadernos LIRICO, 2013.[17]

- “En qué se desconoce el arielismo”. La Biblioteca, 2014, 14.[18]

- “Barroco: por una semiología menor”. Zama, 2014, 6.[19]

- "El planeta de los signos" (sobre Roland Barthes), Revista Ñ, 5 de junio de 2015.[20]

- “Colonialidad del poder: una invención jurídica de la conquista”. Intersticios de la política y la cultura, 2016, 5 (10), p. 141.[21]

- “En donde imperan los signos” (sobre la semiología de Roland Barthes). Estudios de Teoría Literaria n°9, 2016.[22]

- "Sarmiento y la translatio imperii". Estudios de teoría literaria n°10, 2016.[23]

- “Musa beat: en viaje hacia la redención”, Cuadernos LIRICO, 15, 2016.[24]

- "La Argentina neoliberal: una protesta cantada", HeLix n°19, 2017.[25]

- “Fluctuaciones de la independencia en la Carta de Viscardo y Guzmán”. Anclajes, 2019.[26]

- "El nosotros político, un yo caracterizado", Designis n°33, julio-diciembre 2020.[27]

- “Esa mudez de los libros” (sobre la filosofía de Jorge Luis Borges). Prometeica, 2023, 26, pp.103-116.[28]

- "La hermenéutica se detuvo en Nápoles", La hermenéutica en perspectiva (Carlos Ruta y Laura Carugati ed.), Buenos Aires, UNSAM Edita / Uuirto, 2023.[29]